# Юмашев, Леонид Викторович
Леони́д Ви́кторович Юма́шев (1863—1920) — член Государственного совета Российской империи, помещик.

## Биография
Леонид Викторович Юмашев родился в русской православной дворянской помещичьей семье. Юмашев — племянник по матери Н. В. Чайковского. В 1884 году окончил Казанское реальное училище. Поступил в Санкт-Петербургский технологический институт, в котором проучился три курса, после чего был исключен «за политическую неблагонадежность» в 1891 году. Переехал в своё родовое имение в Сарапульский уезд Вятской губернии, где занялся управлением своих зеиель и  общественной деятельностью. В Сарапульском уезде в 1906 году ему принадлежало 378 десятин; в 1907 году — более 408 десятин; в 1915 — более 438 десятин, оцененных в 15 тысяч рублей. Был холост. В 1891—1894 годы он член Сарапульской уездной земской управы. С 1892 года он гласный Сарапульского уездного земского собрания. С 1894 по 1899 год Юмашев был членом попечительского совета Сарапульской женской гимназии. В 1894—1900 годы — председатель Сарапульской уездной земской управы. С 1895 по 1902 год Леонид Викторович был членом Сарапульского уездного училищного совета. С 1891 по 1899 год и с 1903 по 1905 год он гласный Вятского губернского земского собрания. С 1897 по 1899 год Юмашев почётный мировой судья Сарапульского уезда. С 1900 года он был членом епархиального училищного совета. В 1901 году Юмашев стал членом Вятской губернской земской управы. С 1902 по 1907 год он председатель Вятской губернской земской управы. В 1905 году Леонид Викторович стал коллежским асессором. 19 января 1907 года по постановлению Совета министра внутренних дел Юмашев был отстранен от должности председателя губернской управы «по обвинению в преступлении по должности, выразившемся в неисполнении постановления Вятского по земским и городским делам присутствия» от 2 сентября 1906 года  о сокращении программы издаваемой губернским земством «Вятской газеты». В 1910 году он стал уполномоченным губернского земского собрания для наблюдения за строительными, страховыми и дорожными отделами. С 1911 по 1913 год Леонид Викторович был членом  от Вятского губернского земства в Совете по делам местного хозяйства. С 1912 года Юмашев был председателем правления Сарапульской уездной кассы мелкого кредита.
18 апреля 1906 года Леонид Викторович Юмашев был избран членом Государственного совета Российской империи от Вятского губернского земского собрания. Юмашев входил в Левую группу. С 1906 по 1909 год был членом постоянной Финансовой комиссии. В июне 1909 года выбыл из Государственного совета за окончанием срока полномочий. 16 сентября 1915 года Леонид Викторович Юмашев был избран вновь вместо выбывшего за окончанием срока полномочий А. П. Сырнева. В 1916 году он был членом Сельскохозяйственного совещания и особых комиссий по законопроектам: «Об отмене некоторых ограничений в правах сельских обывателей и лиц других бывших податных сословий», «О воспрещении убоя в целях продажи телят, а также продажи и покупки этих телят». Согласно одной версии Юмашев был расстрелян большевиками в числе других земских деятелей Вятской губернии.